# Krapkowice (gmina)
Krapkowice (pocz. gmina Chrapkowice) – gmina miejsko-wiejska w województwie opolskim, w powiecie krapkowickim. Od 1950 położona jest w województwie opolskim.
Siedziba gminy to Krapkowice.
Według danych z 30 czerwca 2004 gminę zamieszkiwało 24 817 osób.

## Struktura powierzchni
Według danych z roku 2002 gmina Krapkowice ma obszar 97,44 km², w tym:
- użytki rolne: 67%
- użytki leśne: 18%

Gmina stanowi 22,03% powierzchni powiatu.

## Demografia

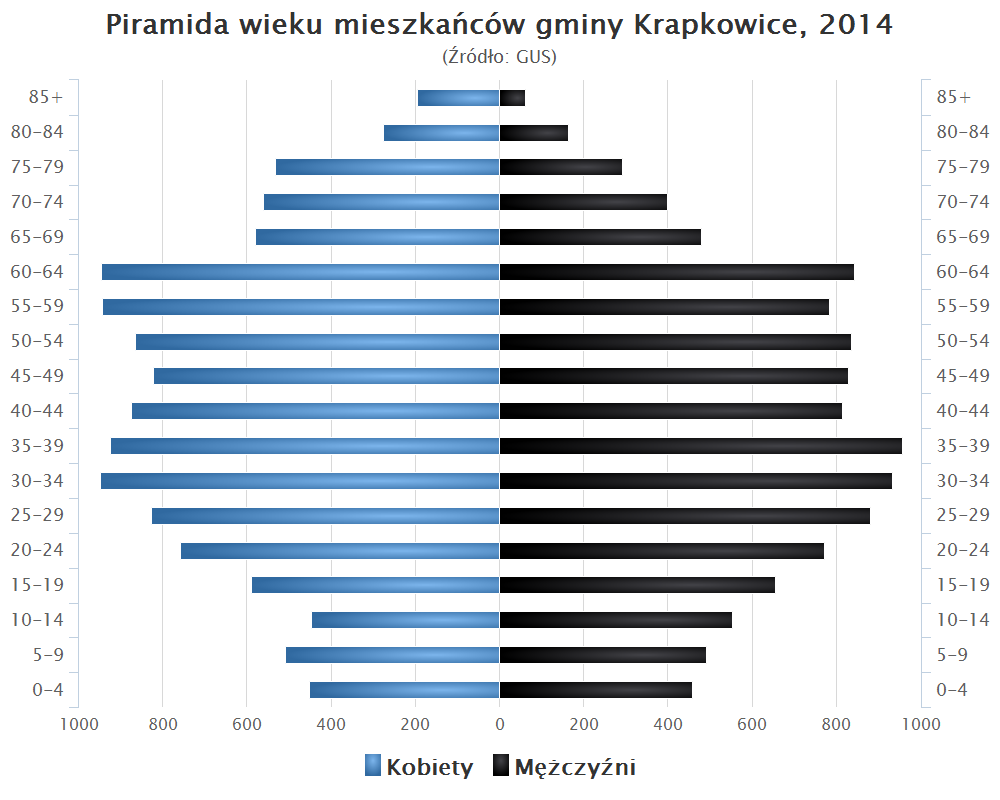
Piramida wieku mieszkańców gminy Krapkowice w 2014 roku

Dane z 30 czerwca 2004:
| Opis                              | Ogółem | Ogółem | Kobiety | Kobiety | Mężczyźni | Mężczyźni |
| --------------------------------- | ------ | ------ | ------- | ------- | --------- | --------- |
| jednostka                         | osób   | %      | osób    | %       | osób      | %         |
| populacja                         | 24 817 | 100    | 12 775  | 51,5    | 12 042    | 48,5      |
| gęstość zaludnienia (mieszk./km²) | 254,7  | 254,7  | 131,1   | 131,1   | 123,6     | 123,6     |

## Miejscowości w gminie Krapkowice
Miasto Krapkowice oraz miejscowości: Borek, Dąbrówka Górna, Gwoździce, Jarczowice, Kórnica, Ligota, Nowy Dwór Prudnicki, Pietna, Posiłek, Rogów Opolski, Steblów, Ściborowice, Wesoła, Żużela, Żywocice.

## Bezpieczeństwo
Gmina położona jest w strefie nadgranicznej w związku z czym Straż Graniczna dysponuje, na tym obszarze, specjalnymi kompetencjami w zakresie bezpieczeństwa. Gminę Krapkowice obejmuje zasięgiem służbowym placówka Straży Granicznej w Opolu ze Śląskiego Oddziału SG.

## Sąsiednie gminy
Głogówek, Gogolin, Strzeleczki, Walce, Zdzieszowice, Prószków